# Arivaca Creek Trail
L'Arivaca Creek Trail est un sentier de randonnée américain dans le comté de Pima, en Arizona. Protégé au sein du Buenos Aires National Wildlife Refuge, il est lui-même classé National Recreation Trail depuis 2005.